# Holcodiscidae
Holcodiscidae es una familia de amonites que pertenece a la superfamilia Desmoceratoidea de ammonites.

## Descripción
Moderadamente involuta con sección en espiral redondeada, rectangular o deprimida; costillas rectas o sinuosas, finas y densas que típicamente continúan sobre el venter y pueden ser truncadas periódicamente por costillas oblicuas agrandadas, con o sin tubérculos umbilicales, laterales y ventrolaterales. Sutura bastante simple.

## Géneros
- Astieridiscus
- Holcodiscus
- Jeanthieuloyites
- Parasaynoceras
- Spitidiscus

## Distribución
Se han encontrado fósiles de especies de esta familia en los sedimentos del Cretácico en Argentina, Austria, Bulgaria, Chile, Colombia, República Checa, Checoslovaquia, Francia, Hungría, Italia, México, Marruecos, Portugal, Rumania, Eslovaquia, España y Rusia.